# Vaudeurs
Vaudeurs es una localidad y comuna francesa situada en la región de Borgoña, departamento de Yonne, en el distrito de Sens y cantón de Cerisiers.

## Demografía
| 900 | 890 | 929 | 911 | 1 002 | 1 011 | 1 041 | 1 038 | 990 | 981 | 958 | 930 | 934 | 876 | 849 | 833 | 780 | 750 | 698 | 679 | 520 | 563 | 519 | 515 | 512 | 549 | 474 | 419 | 389 | 438 | 478 | 473 | 488 |
| Para los censos de 1962 a 1999 la población legal corresponde a la población sin duplicidades (Fuente: INSEE [Consultar]) |     |     |     |       |       |       |       |     |     |     |     |     |     |     |     |     |     |     |     |     |     |     |     |     |     |     |     |     |     |     |     |     |